# In His Own Way
 (juillet 2019).
Si vous disposez d'ouvrages ou d'articles de référence ou si vous connaissez des sites web de qualité traitant du thème abordé ici, merci de compléter l'article en donnant les références utiles à sa vérifiabilité et en les liant à la section « Notes et références ».
Albums de Bill Evans
My Romance The Paris Concert
In His Own Way  - alias The Köln Concert : 1976 - est un album du pianiste de jazz Bill Evans enregistré en 1976 et publié en 1989

## Historique
Cet album a été publié, pour la première fois, en 1989, par le label West Wind (en) (2028).
Les titres qui le composent ont été enregistrés en public à Cologne (Allemagne) par la WDR, lors d'un concert du pianiste.
Contrairement à ce qui est indiqué dans les « liner notes » de l'édition West Wind, cet enregistrement n'a pas été réalisé à Rome (Italie).
Cet album a d'ailleurs été réédité depuis sous le titre The Köln Concert par un label japonais Norma, puis sous The Köln Concert : 1976 par le label espagnol Gambit Records.

## Titres de l’album
| No | Titre                 | Auteur        | Durée |
| -- | --------------------- | ------------- | ----- |
| 1. | Time remembered       | Bill Evans    | 5:40  |
| 2. | In Your Own Sweet Way | Dave Brubeck  | 9:40  |
| 3. | Sareen Jurer          | Earl Zindars  | 6:20  |
| 4. | Morning Glory         | Bobbie Gentry | 6:45  |
| 5. | 34 Skidoo             | Bill Evans    | 6:45  |
| 6. | Sugar Plum            | Bill Evans    | 6:35  |
| 7. | Turn Out The Stars    | Bill Evans    |       |

## Personnel
- Bill Evans : piano
- Eddie Gomez : contrebasse
- Eliot Zigmund : batterie